# پتاسیم سوربات
پتاسیم سوربات (به انگلیسی: Potassium sorbate) با فرمول شیمیایی C6H7KO2 یک ترکیب شیمیایی با شناسه پاب‌کم ۵۱۶۹۳۱ است؛ که جرم مولی آن ۱۵۰٫۲۲ گرم بر مول می‌باشد.

## پیدایش سوربات پتاسیم
این ماده برای اولین بار در کوه های آمریکا دیده شد. همچنین این ماده به صورت طبیعی در انواعی از توت ها یافت می شود اما بدلیل استفاده زیاد در صنایع غذایی و لوازم آرایشی و بهداشتی به صورت صنعتی تولید و استفاده می شود.

## کاربرد سوربات پتاسیم در صنایع غذایی
این ماده دارای خاصیت کپک زدایی بوده و به همین دلیل در مواد غذایی به عنوان ماده ضد کپک و نگهدارنده استفاده می شود. این ماده باعث افزایش طول عمر مواد غذایی شده و از رشد کپک ها و قارچ ها جلوگیری می کند.
- کمپوت و کنسرو ها
- پنیر و ماست
- انواع بستنی
- نوشیدنی و آبمیوه ها
- و ...[۴]

## عوارض جانبی احتمالی سوربات پتاسیم چیست؟[۵]
عوارض جانبی این ماده را باید از دو جنبه متفاوت مورد بررسی قرار داد.
در وهله اول باید توجه داشته باشید که مقدار مشخصی از این ماده در خوراکی‌های مختلف برای افرادی که به آن حساسیت ندارند مجاز است و استفاده بیش از حد (بیشتر از 25 میلی گرم در ازای هر کیلوگرم وزن بدن) می‌تواند برای هر انسانی مضر باشد و باعث حساسیت، تأثیر بر DNA و دیگر آسیب‌های ناشی از آن گردد.
در حالت دوم، طبق بررسی‌ها مشخص شده است که ممکن است حدودا 1 درصد از انسان‌ها به این ماده (به هر میزانی) حساسیت داشته باشند و در صورت خوردن مواد غذایی حاوی این محصول، درجات مختلفی از واکنش‌های آلرژیک را بروز دهند.
بنابراین در صورت استفاده در موارد غیر حساس و به میزان مناسب و تأیید شده خطری نخواهد داشت و در غیر اینصورت می‌تواند آسیب‌های مخصوص به خود را داشته باشد.

## کاربرد سوربات پتاسیم در لوازم آرایشی
از آن جهت که این ماه دارای خاصیت آنتی باکتریال و آنتی وبروس بوده در بسیاری از لوازم آرایشی و بهداشتی و لوازم مراقبت از پوست کاربرد دارد. این ماده در انواع لنز های چشمی و خط های دور چشم استفاده می شود.
- سایه ابرو
- لنز های تماسی
- انواع شامپو
- مرطوب کننده ها
- سایر لوازم آرایشی

## مضرات سوربات پتاسیم
مقدار مجاز استفاده از این ماده بسیار کم و بر روی بدن انسان بی تأثیر است، اما بر اساس تحقیقات انجام شده 1 درصد از مردم جهان به این ماده حساسیت دارند. البته اگر این ماده بیش از حد مجاز استفاده شود باعث تحریک شدن پوست و چشم ها در همه افراد می شود. همچنین بر اساس تحقیقات انجام شده این ماده می تواند DNA را نیز آلوده کند.